# Кабрал, Артур
Артур Мендонса Кабрал (порт. Arthur Mendonça Cabral; родился 25 апреля 1998, Кампина-Гранди) — бразильский футболист, нападающий  клуба «Бенфика».

## Клубная карьера
Артур Кабрал является воспитанником клуба «Сеара». В основном составе клуба дебютировал 22 июля 2015 года в матче Кубка Бразилии против «Тупи», выйдя на замену и забив победный гол на последних минутах встречи.
В 2015 отправился в аренду в команду «Палмейрас» до 17 лет. Затем вернулся в «Сеару», где выступал за команду до 20 лет, после чего был переведён в основной состав.
В 2017 году Артур забил 4 мяча в 16 матчах в Серии B и помог «Сеаре» выйти в Серию А. В следующем сезоне, уже Серии A, забил 7 мячей в 24 матчах чемпионата.
В мае 2018 года перешёл в «Палмейрас» за 5 млн бразильских реалов, подписав с клубом пятилетний контракт.
29 января 2022 года перешёл в итальянский клуб «Фиорентина». Дебютировал за клуб 5 февраля 2022 года в матче Серии А против «Лацио». В матче 14 февраля 2022 года против «Специи» отдал результативную передачу, благодаря которой команда смогла одержать победу в концовке матча. Первый гол за команду забил 26 февраля 2022 года против «Сассуоло». В матче против одного из лидеров данного розыгрыша чемпионата «Наполи» бразилец забил свой второй гол, который помог удержать победный счёт в матче и одержать победу.

## Карьера в сборной
9 сентября 2019 года сыграл за сборную Бразилии до 23 лет в товарищеском матче против Колумбии.
В октябре 2021 года получил свой первый вызов в главную сборную Бразилии.

## Достижения
Сеара
- Победитель Лиги Сеаренсе (2): 2017, 2018